# حارة خمس نجوم (مسلسل)
حارة خمس نجوم، مسلسل تلفزيوني مصري، عرض في رمضان 1433هـ/2012م.

## قصة المسلسل
في إطار درامي اجتماعي تدور أحداث مسلسل حارة خمس نجوم حيث الحلواني (أحمد ماهر) الذي يمتلك محل بتلك الحارة محاولا التوفيق بين أهل الحارة وحل مشاكلهم.

## بطولة
- أحمد عبد العزيز
- مي سليم
- أحمد عزمي
- أحمد بدير
- نهال عنبر
- خالد زكي
- أحمد ماهر
- أشرف زكي
- رشا مهدي
- أحمد الدمرداش
- إيهاب فهمي
- ياسمين جمال
- أحلام الجريتلي
- عزة بهاء
- نبيل نور الدين
- سامي العدل
- أسامة عباس
- عمرو عبد العزيز
- فتوح أحمد
- أميرة نايف
- محمد الصاوي
- علاء زينهم
- سناء شافع